# Ryan Atwood
Ryan Atwood es el protagonista de la serie americana The OC, interpretado por Benjamin McKenzie.

## Historia
Ryan Atwood es un adolescente que reside en Chino, California con su hermano y su madre. Una noche acompaña a su hermano, que roba un vehículo y la policía les atrapa a ambos en el interior. A causa de esto, conoce a Sandy Cohen el abogado de oficio que se le asigna. Al poco tiempo, Ryan es expulsado de casa por su madre, y es temporalmente adoptado por la familia de Sandy, con algunas objeciones al principio por parte de la mujer de Sandy, Kirsten Cohen. Desde entonces, Ryan se instala en la casa de la piscina de su mansión de Newport Beach en Orange County.Se hace amigo de Seth, el hijo de los Cohen y empieza a entablar relaciones sociales con los jóvenes de Newport que son muy distintos a él, tendrá que acostumbrarse a la vida en Orange County.Es el protagonista de la serie y un personaje que goza de una gran popularidad sobre todo en el público femenino

### Primera temporada
Durante la primera temporada mantiene un idilio con Marissa Cooper, la vecina de al lado, aunque la relación de Ryan con Marissa es interrumpida por la aparición de Oliver Trask, un perturbado que la conoce en la terapia que siguen ambos, y que se enamora de ella. A pesar de ser un Psicópata, logró separar a Marissa de Ryan sin esfuerzo y poner a la escuela y los Cohen (incluso a Seth) en su contra. Finalmente se descubren las mentiras de Oliver y todos le piden perdón a Ryan. Después de eso Ryan se reencuentra con Theresa, una vieja amiga de Chino, quien también había sido su novia. Cuando se arreglan las cosas entre Marissa y Ryan, Theresa le dice a Marissa que está embarazada y que Ryan puede ser el padre. Este entonces decide volver a Chino para poder cuidar al hijo, y darle la infancia que el no tuvo.

### Segunda temporada
Parecía el final de Ryan en la serie, pero en la segunda temporada él vuelve a Newport Beach junto con Seth, que se había ido a Portland en su velero que después de que Ryan se fue con Teresa. Nada fue como antes al llegar a Portland. Seth se fue a vivir con Luke, el exnovio de Marissa. Su padre viajó a Chino para pedir a Ryan que lo ayude a convencer a Seth de volver a Newport. Mientras Ryan sale con Lindsay, de la que después se descubre que es hija de Caleb y hermana de Kirsten Cohen. Seth esta en conflicto ya que uno de sus nuevos amigos, Zack,  sale con la chica que le gusta, Summer Roberts, y esta en un dilema ya que aunque muere por Summer no cree poder traicionar a su amigo y menos porque es miembro de su Club de Cómics de la escuela, aunque al final él se queda con la chica y Zack se da cuenta de que Summer también quiere a Seth. Lindsay descubre por una prueba de paternidad que Caleb, el abuelo de Seth, es su padre, pero decide irse a Chicago con su madre, ya que le dice a Ryan que no puede dejarla sola. Posteriormente él y Marissa se reconcilian, hasta que el hermano de Ryan, Trey, ya salido de la cárcel trata de violarla. Al darse cuenta Ryan de lo que su hermano quiso hacerle a su novia, hubo una pelea en que casi Trey mata a Ryan. Durante la pelea, Marissa dispara a Trey, el cual queda gravemente herido. También muere el padre de Kirsten, Caleb, de un infarto al corazón cuando este se había casado ya con la madre de Marissa. Kirsten queda destrozada y acaba volviéndose alcohólica.

### Tercera temporada
Después de tres meses de coma, el hermano de Ryan despierta y se va de la ciudad. Entre Ryan, Marissa, Seth y Summer, existirá de fondo la temática de la universidad. Deberán decidirse a qué universidad aplicar. Marissa es expulsada de Harbor School por haberle disparado y Trey,  posteriormente en el carnaval de inicio el decano saca a marrisa por la fuerza y ryan le pega y por eso lo esxpulsan por esa razón tendrán que asistir a una escuela pública. Pero luego Ryan y Marissa serán admitidos en Berkeley, donde también estudio Sandy. En la nueva escuela Marissa conocerá a Johnny, un chico que se enamora de ella y que por eso también muere. Ella entra en crisis y romperá con Ryan. Ryan conocerá a la prima de Johnny, que llega a ayudar a su tía, y saldrá con ella por un tiempo. Posteriormente descubre que Marissa se acerca a Volchok, un rebelde que fue amigo y luego enemigo de Johnny, y que llevará a Marissa a drogarse y pelearse con Summer y con su madre. La prima de Johnny dejará Newport dejando a Ryan soltero nuevamente, sin embargo reaparece Theresa. Pero no llegará a nada con Ryan sino que se juntarán como buenos amigos. Ryan se enterará de que el hijo de Theresa no es de él, como presumió Kirsten el verla. En el baile de graduación, Marissa verá a Volchok con otra chica y terminará con él, siendo consolada por Ryan. después Volchok lo involucrará en un robo de auto, y luego lo presionará para que le dé dinero y se marche de la ciudad. Ryan, con la ayuda de Marissa, le da dinero a Volchok. Volchok intentará hablar con Marissa por última vez, pero ella se niega. Ryan se lo impide y ambos se van, dejando a Volchok sin poder decirle absolutamente nada. En el último episodio los chicos se gradúan (Marissa consigue ingresar a Harbor para los últimos días). Su madre viajará y presenciará su graduación. Ella le regalará a Ryan una camioneta que consiguió comprar con mucho esfuerzo, dejándolo muy feliz. Marissa les cuenta a sus amigos que se irá de Newport pero no irá a Berkeley sino que se irá con su padre. Entonces entre todos deciden hacer una despedida a su modo, para lo que van a la Casa Modelo y pasan la tarde en la piscina.Luego la lleva al aeropuerto en su nueva camioneta. Pero a la salida, Volchok (ebrio) y Heather (una enemiga de Marissa del instituto Newport Union) los esperan en otra camioneta y los comienzan a perseguir. En el camino al aeropuerto Volchok comienza a embestir la camioneta de Ryan desde atrás y luego desde el costado, pidiéndole que frenaran y diciendo que quería hablar con Marissa. Ryan no hace caso a Marissa cuando esta le pide que frene y Volchok sigue embistiéndolos hasta que logra sacarlos del carril. La camioneta de Ryan se sale de la ruta y vuelca por un pequeño acantilado, y termina boca abajo en una carretera de más abajo. Se oyen las ruedas de Volchok acelerar y alejarse. Ryan logra salir de la camioneta. Ve que hay una parte prendida fuego y que hay una pérdida de combustible por lo que se apresura a sacar a Marissa fuera. Caminando con ella en brazos, la camioneta explota. Más adelante la deposita en la calle, tomándole la cabeza y viendo que sangraba en la zona de la sien derecha. Ryan pretende ir a pedir ayuda, pero Marissa le pide que se quede. Finalmente, después de unos segundos de agonía, Marissa cierra los ojos y muere.

### Cuarta temporada
En la última temporada de la serie, la muerte de Marissa afecta enormemente a todos los personajes. La temporada comienza unos meses después de la muerte de Marissa. Ryan se ha ido de casa de los Cohen y se gana la vida en un bar de mala muerte, ganando más dinero extra participando en peleas clandestinas. Julie, la madre de Marissa, sigue sin poder olvidar a su hija, descuidando por completo a la hermana de esta, quien reprime su tristeza haciendo gamberradas. Summer se ha convertido en una hippie radical, con la intención de cambiar el mundo con ideas progresistas, y Seth sigue igual que siempre.
La cuarta temporada trata principalmente de cómo los personajes vuelven a sus vidas, y superan poco a poco y cada uno a su manera la muerte de Marissa. Finalmente la serie termina con cada uno con sus vidas, y cumpliendo sus sueños y expectativas.
Durante su estancia en el bar Ryan cae en la negación, argumentando que no le importa la muerte de Marissa pero después de una charla con los Cohens y Summner, Ryan decide afrontar su dolor y superarlo. Entonces Julie se aprovecha de eso y le da información sobre el paradero de Volchock, luego en ensenada lo encuentran y reflexionan sobre lo sucedido con Marissa, Ryan no se venga de Volchock matándolo como tenía en mente para que así acabase todo y le dice que tendrá que vivir con lo que hizo. Terminan arrestando a Volchok.
Ryan empezará su vida normal muy poco a poco y aunque le costará, gracias a los Cohen, en especial a Sandy, tomará un carácter maduro y afrontará las cosas tal y como vienen. Seth y Summer afrontarán situaciones donde las parejas deben estar verdaderamente unidas, demostrando que están hechos el uno para el otro. Ryan a lo largo de la temporada se vuelve a enamorar, y mantiene una relación con Taylor Townsend, una de sus compañeras en Harbor con la que nunca se imaginó tener algún tipo de relación, pero poco a poco entiende que tiene que dejar ir a Marissa y seguir con su vida.
- Datos: Q2293068